# برهان حقیقت
برهان حقیقت (ترکی آذربایجانی: Bürhani-Həqiqət) یک مجله ادبی، سیاسی- اجتماعی آذربایجانی، اولین مؤسسه مطبوعاتی به زبان ترکی آذربایجانی بود که پس از تعطیلی «مجله لک لک»، دیگر نشریه آذربایجانی‌زبان، در ایروان منتشر می‌شد. این مجله از ۱ ژانویه (۱۴ ژانویه) تا ۲۹ ژوئن (۱۲ ژوئیه) سال ۱۹۱۷ در ایروان به طبع می‌رسید. نام‌برده دو بار در ماه و در ۸ صفحه تنظیم می‌شد و در مجموع ۹ شماره اش به چاپ رسیده‌است.

## اطلاعات کلی
چاپ اولین شماره مجله برهان حقیقت در ۱ (۱۴) ژانویه سال ۱۹۱۷ تحت سرپرستی و سردبیری «علی محزون رحیمف» شاعر و روزنامه‌نگار، و «حسن میرزازاده علی اف»، نماینده نخبگان انتشارات اریوان، صورت پذیرفت.

## نویسندگان
نویسندگان مجله عبارت بودند از: «جبار عسکرزاده»، «میرزا جبار محمدف»، «رحیم ناجی»، «وحید مغانلی»، «تحویل ایروانی» و همچنین شاعران «شهرت»، «نگار»، «سریه خانم»، «عبدالحق مهرینیسا»، «فاطمه مفیده»، «رمزیه» و دیگران و همچنین دانشجویان دارالمعلمین ایروان. بیشتر آنها قبلاً در ملا نصرالدین شاغل بودند و سیر سبک و سیاق آن نشریه را ادامه می‌دادند.

## محتوا
مقالاتی در مورد مسائل اجتماعی و سیاسی از جایگاه بزرگی در مجله برخوردار بود، اما در کنار آنها، نوشته‌هایی مربوط به وضعیت معیشت مردم و فرزندپروری نیز در مجله منتشر می‌شد. از شماره دوم به بعد، اثر «علی مخزون» موسوم به «دربارهٔ ادبیات» نیز در مجله انتشار می‌یافته‌است. در سال ۲۰۱۲ «شفق نصیر»، منتقد ادبی، تمام شماره‌های مجله را رونویسی کرد.